# Richtersveld (gemeente)
Richtersveld (officieel Richtersveld Plaaslike Munisipaliteit) is een gemeente in het Zuid-Afrikaanse district Namakwa.
Richtersveld ligt in de provincie Noord-Kaap en telt 11.982 inwoners.
In de gemeente liggen zowel het Nationaal park Richtersveld als het Cultureel en botanisch landschap van Richtersveld, een gebied dat op de werelderfgoedlijst van UNESCO staat.

## Hoofdplaatsen
Richtersveld is op zijn beurt nog eens verdeeld in 10 hoofdplaatsen (Afrikaans: nedersettings) en de hoofdstad van de gemeente is de hoofdplaats Port Nolloth.
- Alexander Bay
- Eksteenfontein
- Grootderm
- Kuboes
- Lekkersing
- Muisvlakte
- Port Nolloth
- Richtersveld National Park
- Sanddrif
- Sendelingsdrif